# Саламандра дволінійна південна
Саламандра дволінійна південна (Eurycea cirrigera) — вид земноводних з роду Струмкова саламандра родини Безлегеневі саламандри.

## Опис
Загальна довжина досягає 11 см. За будовою в цілому схожа на інших представників свого роду. Голова невелика. Очі витрішкуваті. Тулуб стрункий. Кінцівки добре розвинені. Хвіст доволі довгий. Забарвлення світло- або темно-коричневе. Від очей до хвоста тягнуться темні плямочки, що складаються у дві паралельні лінії.

## Спосіб життя
Ця саламандра веде напівводний спосіб життя. Дорослі особини тримаються по берегах дрібних потоків або струмків. Живиться павуками, кліщі, земляними хробаками, дрібними равликами, жуками, багатоніжками, двокрилими, перетинчастокрилими, ізоподами.
Статева зрілість настає у віці 2—4 років. Парування та розмноження відбувається навесні та восени. Самиця відкладає 12—40 яєць у воді серед каменів, личинки так само розвивається у водоймі протягом 1—3 років.

## Розповсюдження
Поширена у США: від Іллінойсу, Індіани, південного Огайо, західній частині Західної Вірджинії і центральній частині Вірджинії на південь до північної Флориди і південної Алабами.